# 昆西 (马萨诸塞州)

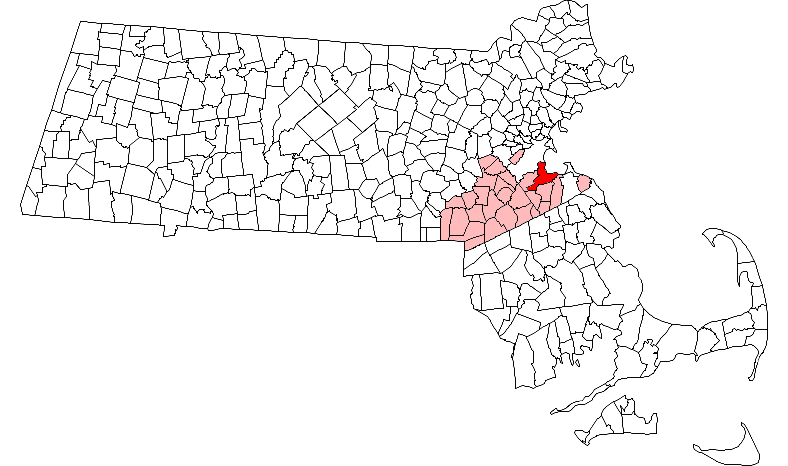

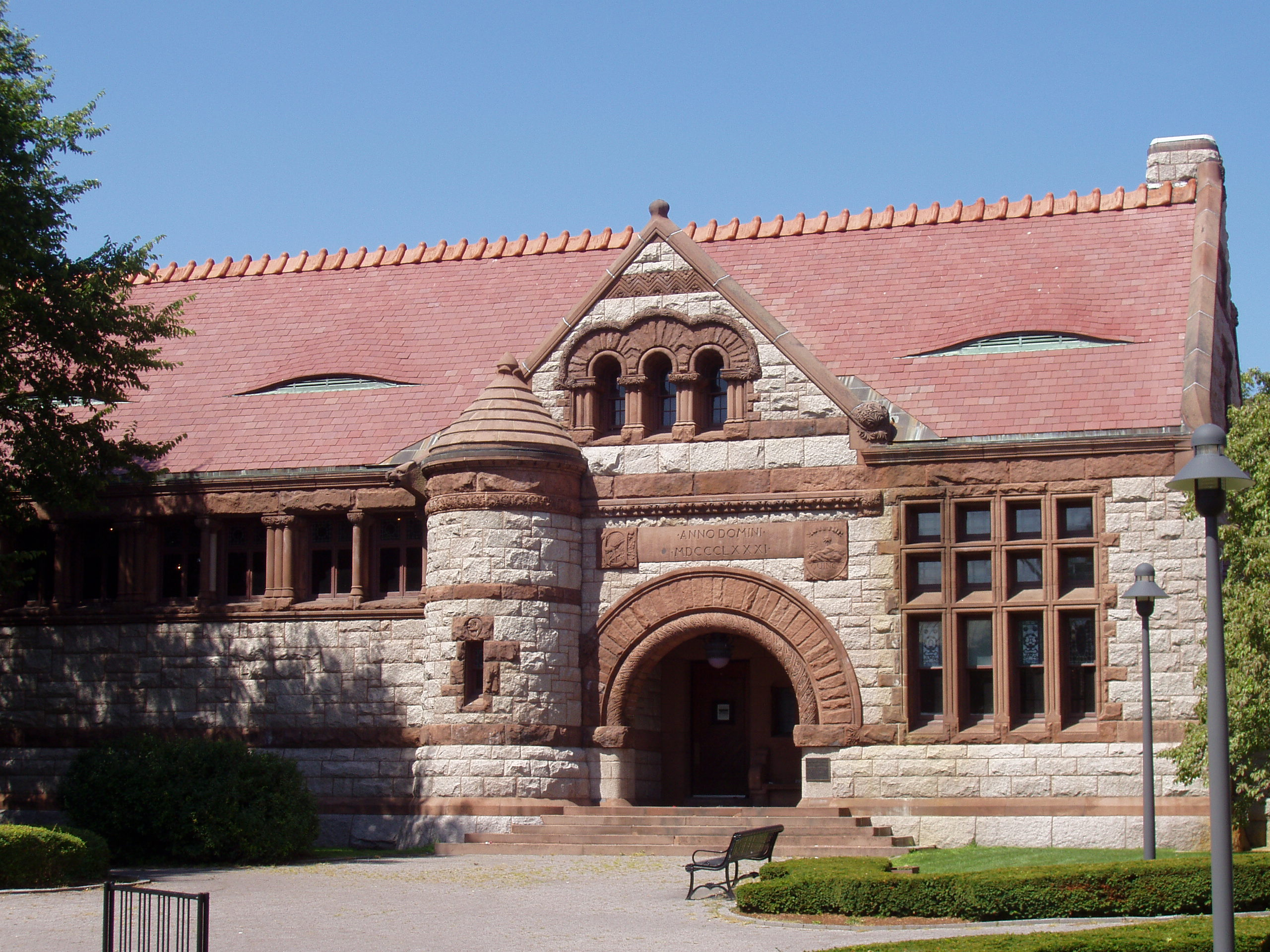
Thomas Crane公共圖書館總圖書館

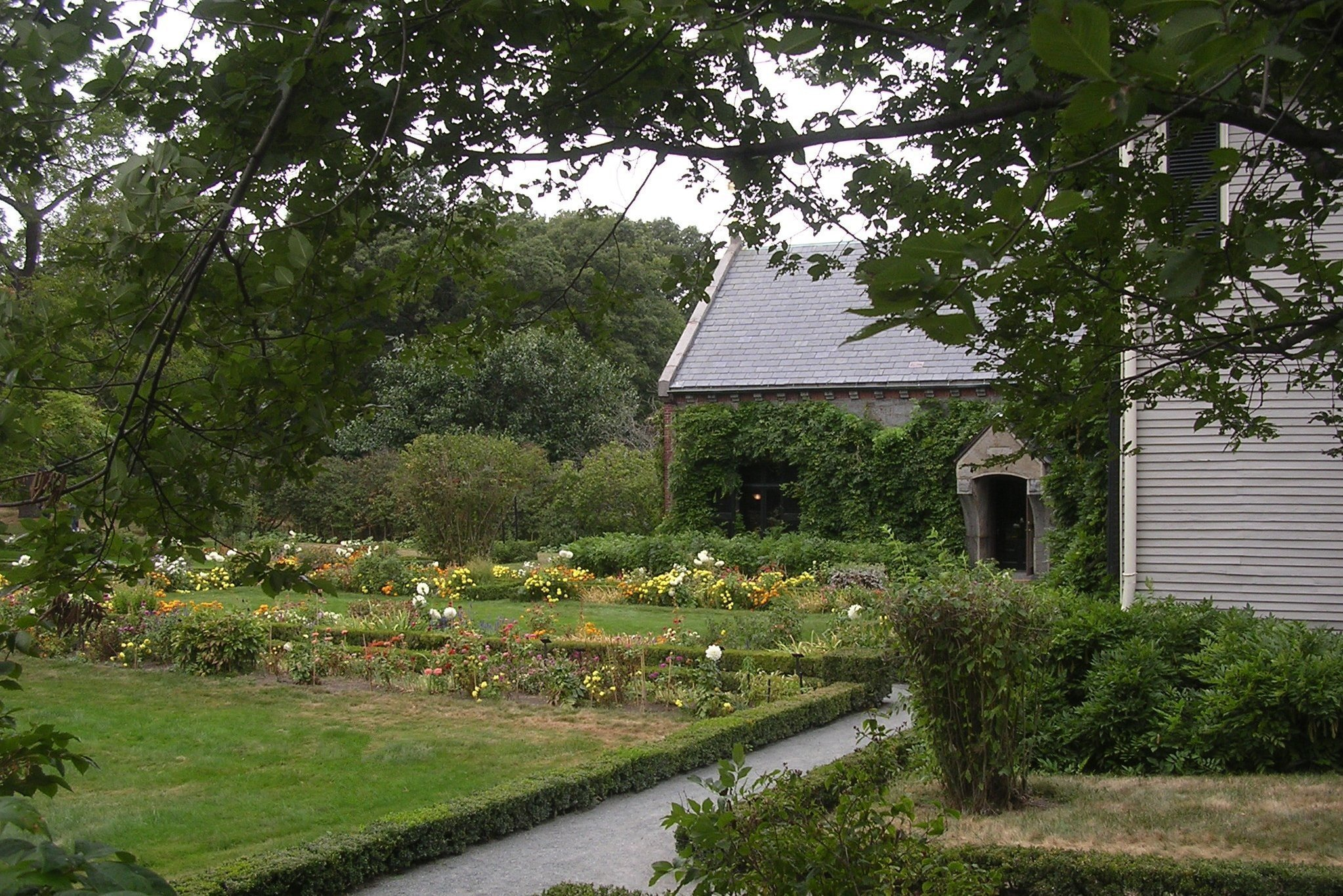

昆西（英語：Quincy），是美国马萨诸塞州诺福克县的一座城市，面积69.6平方公里。根据2000年美国人口普查，共有人口88,025。
昆西原属于布伦特里，1792年建镇，1888年建市。城市名称源自陆军上校约翰·昆西。
美国第2任总统约翰·亚当斯和第6任总统约翰·昆西·亚当斯都出生于此，因此昆西也被称为“总统之城（The City of Presidents）”。

## 教育
昆市公立學校营运学校。
托馬斯·克蘭公共圖書館系统营运公共圖書館。

## 外部連結
- 昆西 （页面存档备份，存于） （英文）

42°15′N 71°00′W / 42.250°N 71.000°W